# Евпраксия Всеволодовна
Евпраксия или Аделхайд (на немски: Adelheid; на латински: Praxedis) е киевска княгиня и императрица на Свещената Римска империя – втора съпруга на император Хайнрих IV.

## Биография
Родена е през 1071 г. в Киевска Рус. Дъщеря е на киевския княз Всеволод I и на втората му съпруга – полабската княгиня Анна.
Първоначално Евпраксия е омъжена за Хайнрих Дългия, маркграф на Горна Саксония. През 1086 г. тя приема католицизма и германското име Аделхайд. През 1087 г. Хайнрих Дългия умира, а Евпраксия постъпва в манастир в Квелинбург, където среща бъдещия император Хайнрих IV, тогава още саксонски крал. Хайнрих е силно впечатлен от красотата на Евспраксия. Двамата се женят в Кьолн през април 1089 г.
Според историческите хроники Хайнрих IV приема николитанската ерес и организира сатанински оргии и скверни ритуали в двореца си. Евпраксия, както се твърди, е принудена да взема участие в оргиите и дори по време на такъв „обред“ Хайнрих я предлага на сина си Конрад. Конрад обаче отказал възмутен и въстанал срещу баща си. Тази клеветническа история води началото си от конфликта между Хайнрих IV и папа Урбан II и борбата им за правото на инвеститура.
По време на кампанията си във Италия Хайнрих IV взема със себе си и Евпраксия и я държи изолирана във Верона. През 1093 г. тя успява да избяга в Каноса, където е приета от Матилда Тосканска, отявлен враг на Хайнрих IV. В Каноса Евпраксия се среща и с папа Урбан II и по негова молба прави публични показания пред съвета в Пиаченца. Там тя обвинява съпруга си, че я държал затворена насила, че я принуждавал да взема участие в сатанинските му оргии и че той лично отслужвал черна меса върху голото ѝ тяло.
След това Евпраксия се установява в Унгария, където живее до 1099 г., когато се завръща в Киев. След смъртта на Хайнрих IV през 1106 г. Евпраксия се замонашва. Умира като монахиня на 20 юли 1109 г.